# Сейсмічність Ірландії
Сейсмічність Ірландії — характеризується відносно слабкою інтенсивністю.

## Загальна характеристика
Епіцентри чисельних слабких і помірних землетрусів розташовані переважно вздовж узбережжя Ірландського моря на сході та півночі, де острів Ірландія омивається водами північної частини Атлантичного океану. На південному сході та півдні, тобто на узбережжі Кельтського моря, сейсмічна обстановка — спокійна. Більшість сейсмічних вогнищ пов'язано із зонами новітніх диференційованих брилових рухів вздовж розломів, що утворили грабени та які характеризуються нечастими землетрусами силою не більш як 4,0 балів (за шкалою Ріхтера). Достатньо потужніші землетруси, які б могли завдати серйозної шкоди місцевості, малоймовірні. 
Рельєф Ірландії складається переважно з рівнин у центрі, які оточені кільцем прибережних гір з середніми висотами — 118 м, з найвищою точкою — горою Каррантуїлл (1041 м). 
Щороку Британська геологічна служба реєструє в Ірландії (в середньому) не більше 4 землетрусів.

## Землетруси у минулі століття
З 1900 року в Ірландії сталося 90 землетрусів магнітудою до 4,0 балів (за шкалою Ріхтера):
- 2 землетруси магнітудою 4,0 і вище;
- 3 землетруси силою від 3,0 до 4,0 балів;
- 27 землетруси силою від 2,0 до 3,0 балів;
- 58 землетрусів магнітудою менше 2,0.

## Землетруси XXI століття

### 2012
6 червня 2012 року, о 06:58 (за місцевим часом), в північній частині Атлантичного океану, води якого омивають узбережжя Ірландії, стався сильно відчутний (за шкалою інтенсивності МSK-64) землетрус магнітудою 4,0 балів (за шкалою Ріхтера). Епіцентр землетрусу знаходився за 319 км на захід від міста Дубліна, столиці Ірландії. Гіпоцентр землетрусу залягав на глибині 3 км.

### 2013
2 червня 2013 року, о 13:43 (за місцевим часом), в Кельтському морі неподалік від узбережжя Ірландії стався сильно відчутний (за шкалою інтенсивності МSK-64) землетрус магнітудою 4,0 балів (за шкалою Ріхтера). Епіцентр землетрусу знаходився поблизу графства Корк, за 71 км від міста Бандон. Гіпоцентр землетрусу залягав на глибині 15 км.

### 2023
6 травня 2023 року, о 1:32 (за місцевим часом), в Ірландії зафіксовано найсильніший землетрус за останні 10 років. Ледве відчутний (за шкалою інтенсивності МSK-64) землетрус магнітудою 2,5 балів (за шкалою Ріхтера) стався за 19,7 км на захід від міста Леттеркенні в провінції Ольстер на глибині 10 км.